# ブータン赤米

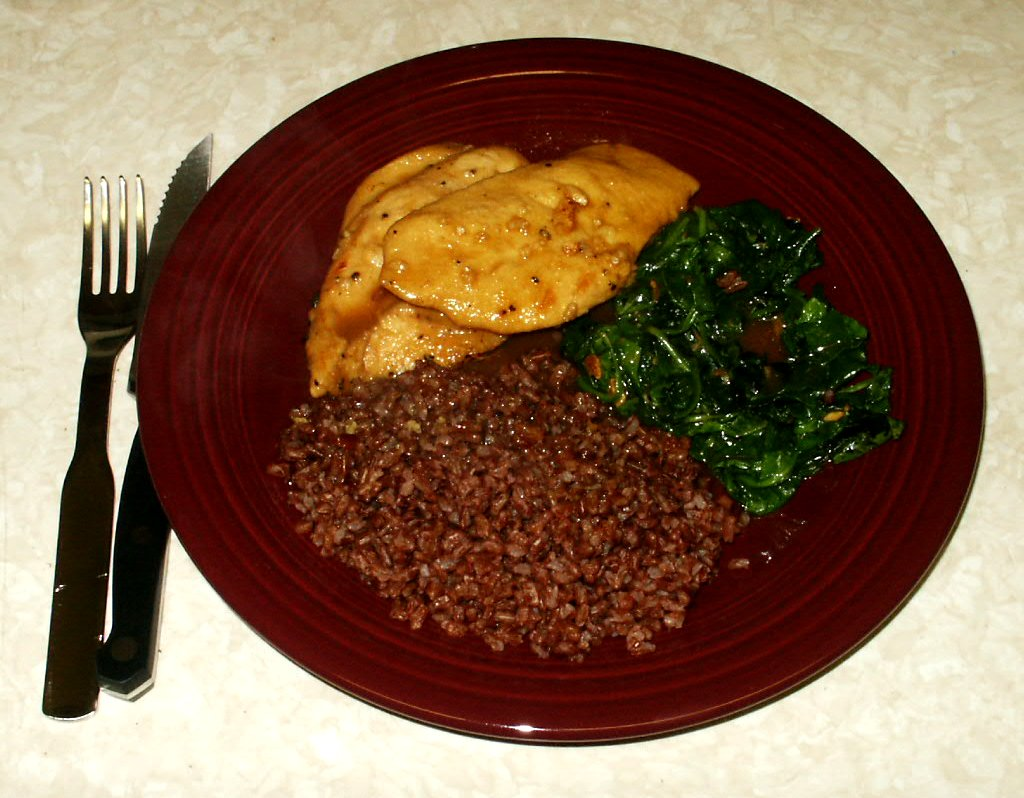
鶏肉、ほうれん草とともに提供されたブータン赤米

ブータン赤米（ぶーたんあかごめ）とは、ヒマラヤ東部に位置するブータン王国で栽培されている中粒米であり、ブータン人の主食とする米である。
ブータン赤米は日本で食されている米と同じジャポニカ米に分類される赤米である。調理の際には半粉砕され、赤みがかった糠（ぬか）の中には米の中に残るものもある。このため、玄米よりもやや速く炊き上がる。赤米は炊くと淡い桃色を呈し、やわらかくべたつきがある。
米国においては、ロータスフーズ社が輸入を開始した1990年代半ばから米国内で入手可能になり、現在、ブータンから輸入されている唯一の農産物となっている。